# Cabo Espichel
Cabo Espichel è un promontorio situato in Portogallo, a ovest del villaggio di Sesimbra. È delimitato a sud e ad ovest dall'Oceano Atlantico e a nord dalla strada nazionale 379 e Ribeira dos Caixeiros. Segna l'estremità sud-ovest della penisola di Setúbal. Dal promontorio si ha una vista, vertiginosa e abissale, sulla baia di Lagosteiros. 

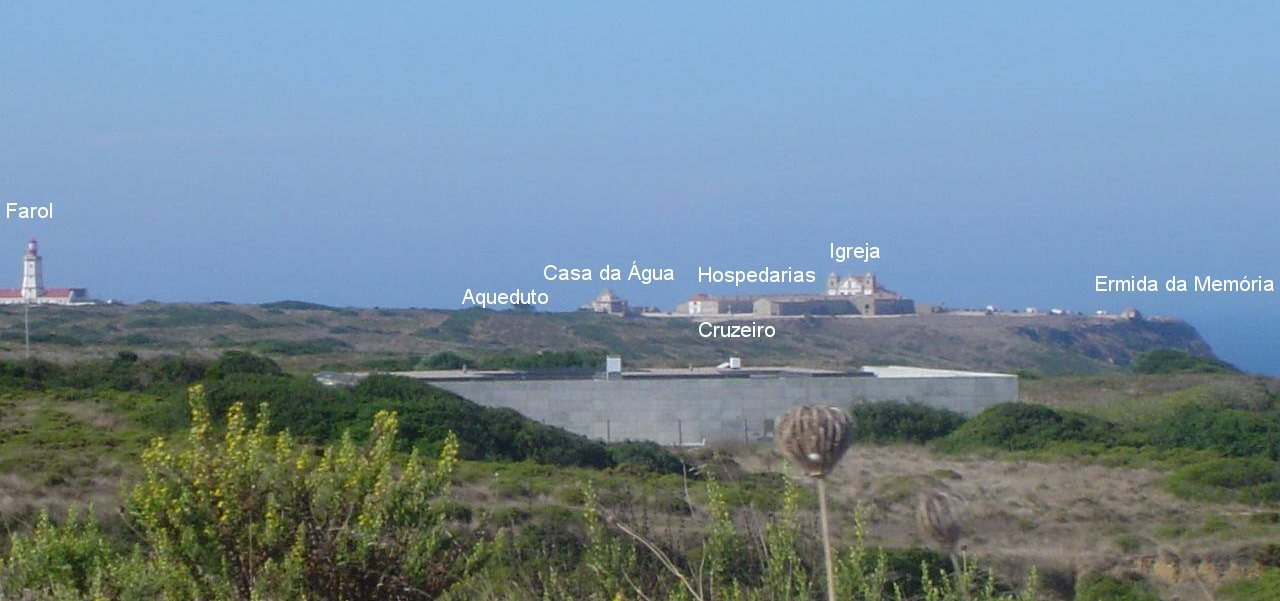
Santuário de Nossa Senhora do Cabo Espichel

## Notizie storiche
Nel cabo Espichel si trovano il Santuario di Nostra Signora di Cabo Espichel, la Chiesa di Nossa Senhora do Cabo, la Cappella della Memoria, la Casa dos Círios, il Terreiro di Cabo Espichel, la Casa da Água e l'Acquedotto di Cabo Espichel.